# Hyper Neo-Geo 64
Hyper Neo-Geo 64 fue una placa para máquinas recreativas creado por SNK. Fue el primer y único hardware de SNK capaz de renderizar en 3D.

## Historia

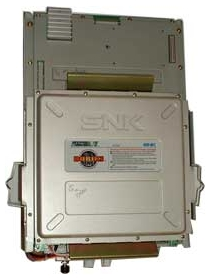
Hyper Neo-Geo 64 con cartucho BURIKI-ONE.

El sistema fue lanzado en septiembre de 1997, llevando un microprocesador RISC de 64-bit, 4 megabytes de memoria de programa, 64 megabytes de memoria 3D de texturas y 128 megabytes de memoria para personajes y escenarios en 2D. El primer juego sacado a la venta para el sistema fue Road's Edge, con Samurai Shodown 64 y Fatal Fury: Wild Ambition que saldrían poco después. Aunque los tres juegos suponían un progreso técnico importante, ninguno tuvo la misma aceptación de sus precuelas. Además, sus competidores tenían un hardware superior para máquinas recreativas y un catálogo mayor de juegos tridimensionales para escoger. Al tratarse de una época con rápidos avances en hardware, el Hyper Neo Geo 64 se quedó rápidamente desfasado y no pudo emular la longevidad del MVS.
Hacia 1999, el sistema estaba descontinuado. Solamente se llegaron a publicar siete juegos, y de ellos solo Fatal Fury: Wild Ambition fue portado a otro sistema, la PlayStation. Dicha versión fue fuertemente criticada ya que tenía recortes gráficos y jugables importantes con respecto a la versión de Hyper Neo-Geo 64.

## Especificaciones técnicas
- CPU: chip MIPS R4600(Orion) a 50MHz de tecnología RISC de 64-bit con 4 MB de RAM y 64 MB de memoria de programa.
- Sub CPU : V30 @ 8 MHz
- CPU de comunicaciones: Z80 @ 12.5 MHz
- Chip de sonido: audio de 32 canales PCM con síntesis de tabla de ondas, con una frecuencia máxima de muestreo de 44.1 kHz (Calidad de CD) y 32 MB de RAM para la tabla de ondas.

### Gráficos
- Paleta de colores: 16.7 millones
- Máximos colores simultáneos en pantalla: 4,096
- 3D: 96 MB de memoria Vertex, 16 MB de memoria para texturas
- Sprites 2D: 60 frames por segundo, 128 MB de memoria para personajes.
- Scroll 2D : 4 planos de scroll simultáneos, 64 MB de memoria para personajes

## Versiones
Se conocen 4 versiones distintas de esta placa recreativa:
- 1º Versión Lucha (Fighting): Solo permite ejecutar juegos con estas características, y hay 2 revisiones de esta placa. Una posee una interfaz de conexión JAMMA, y la otra es una conexión propietaria de SNK aunque en apariencia exterior se asemeja a la JAMMA.
- 2º Versión Carreras (Racing): Solo permite jugar a los 2 únicos títulos de carreras disponibles.
- 3º Versión Disparos (Shooter): Solo permite jugar al Beast Busters: Second Nightmare
- 4º Versión Coreana: Solo permite jugar a los 2 juegos Samurai Shodown existentes.

## Juegos
| Título inglés                     | Título Japonés                                                          | Lanzado                  | Género            |
| --------------------------------- | ----------------------------------------------------------------------- | ------------------------ | ----------------- |
| Road's Edge                       | Round Trip RV (ラウンドトリップ RV)                                     | 10 de septiembre de 1997 | Juego de carreras |
| Samurai Shodown 64                | Samurai Spirits 64 (侍魂 ~SAMURAI SPIRITS~)                             | 19 de diciembre de 1997  | Juego de lucha    |
| Xtreme Rally                      | Off Beat Racer! (オフビートレーサー!)                                   | 13 de mayo de 1998       | Juego de carreras |
| Beast Busters: Second Nightmare   | Beast Busters: Second Nightmare (ビーストバスターズ セカンドナイトメア) | 11 de septiembre de 1998 | Rail Shooter      |
| Samurai Shodown 64: Warriors Rage | Samurai Spirits 2: Asura Zanmaden (SAMURAI SPIRITS 2 アスラ斬魔伝)      | 16 de octubre de 1998    | Juego de lucha    |
| Fatal Fury: Wild Ambition         | Garou Densetsu: Wild Ambition (餓狼伝説 WILD AMBITION)                  | 28 de enero de 1999      | Juego de lucha    |
| Buriki-One                        | Buriki-One (武力 ~BURIKI-ONE~)                                          | 21 de mayo de 1999       | Juego de lucha    |

## Enlaces de interés
- Dossier especial Hyper Neo-Geo 64
- Hyper Neo-Geo 64
- FAQ de Hyper Neo-Geo 64 en inglés

- Datos: Q1640834
- Multimedia: Hyper Neo Geo 64 / Q1640834